# Sander Gillé
Sander Gillé (* 15. Januar 1991 in Hasselt) ist ein belgischer Tennisspieler, der sich auf das Doppel spezialisiert hat.

## Karriere
Sander Gillé spielt bisher vor allem auf der ATP Challenger Tour. Im August 2016 gelang ihm sein erster Turniererfolg auf dieser Tour, als er in Trnava mit seinem Partner Joran Vliegen die Doppelkonkurrenz gewann. In der Saison 2017 sicherte er sich mit Joran Vliegen vier weitere Titel. In den Monaten Juni und Juli gewannen sie die Turniere in Blois, Lyon, Scheveningen und Tampere. Mit Sander Arends siegte er außerdem in Brescia. 2018 folgten Titelgewinne, wiederum mit Joran Vliegen, in Rennes, Prag, Liberec, Pullach, St. Ulrich in Gröden, Brest und Mouilleron-le-Captif. Im Jahr darauf gelang zunächst im Juni in Bratislava mit Vliegen der nächste Titelgewinn auf der Challenger Tour, ehe die beiden im Juli in Båstad auch erstmals einen Titel auf der ATP Tour gewannen. Nur eine Woche später folgte bereits der zweite Titelgewinn in Gstaad. Zuvor hatten Gillé und Vliegen bei ihrem Grand-Slam-Debüt in Wimbledon die zweite Runde erreicht.
2018 debütierte er für die belgische Davis-Cup-Mannschaft.

## Erfolge
| Legende (Anzahl der Siege)      |
| Grand Slam                      |
| ATP World Tour Finals           |
| ATP World Tour Masters 1000 (1) |
| ATP World Tour 500              |
| ATP World Tour 250 (7)          |
| ATP Challenger Tour (14)        |

| ATP-Titel nach Belag |
| Hartplatz (4)        |
| Sand (4)             |
| Rasen (0)            |

### Doppel

#### Turniersiege

##### ATP Tour
| Nr. | Datum              | Turnier     | Belag         | Partner       | Finalgegner                            | Ergebnis          |
| --- | ------------------ | ----------- | ------------- | ------------- | -------------------------------------- | ----------------- |
| 1.  | 21. Juli 2019      | Båstad      | Sand          | Joran Vliegen | Federico Delbonis Horacio Zeballos     | 6:75, 7:5, [10:5] |
| 2.  | 28. Juli 2019      | Gstaad      | Sand          | Joran Vliegen | Philipp Oswald Filip Polášek           | 6:4, 6:3          |
| 3.  | 29. September 2019 | Zhuhai      | Hartplatz     | Joran Vliegen | Marcelo Demoliner Matwé Middelkoop     | 7:62, 7:64        |
| 4.  | 1. November 2020   | Nur-Sultan  | Hartplatz (i) | Joran Vliegen | Max Purcell Luke Saville               | 7:5, 6:3          |
| 5.  | 28. Februar 2021   | Singapur    | Hartplatz (i) | Joran Vliegen | Matthew Ebden John-Patrick Smith       | 6:2, 6:3          |
| 6.  | 7. Januar 2023     | Pune        | Hartplatz     | Joran Vliegen | N. Sriram Balaji Jeevan Nedunchezhiyan | 6:4, 6:4          |
| 7.  | 9. April 2023      | Estoril     | Sand          | Joran Vliegen | Nikola Čačić Miomir Kecmanović         | 6:3, 6:4          |
| 8.  | 14. April 2024     | Monte-Carlo | Sand          | Joran Vliegen | Marcelo Melo Alexander Zverev          | 5:7, 6:3, [10:5]  |

##### ATP Challenger Tour
| Nr. | Datum             | Turnier              | Belag         | Partner       | Finalgegner                            | Ergebnis            |
| --- | ----------------- | -------------------- | ------------- | ------------- | -------------------------------------- | ------------------- |
| 1.  | 14. August 2016   | Trnava               | Sand          | Joran Vliegen | Tomasz Bednarek Roman Jebavý           | 6:2, 7:5            |
| 2.  | 18. Juni 2017     | Lyon                 | Sand          | Joran Vliegen | Gero Kretschmer Alexander Satschko     | 6:72, 7:62, [14:12] |
| 3.  | 25. Juni 2017     | Blois                | Sand          | Joran Vliegen | Máximo González Fabrício Neis          | 3:6, 6:3, [10:7]    |
| 4.  | 23. Juli 2017     | Scheveningen         | Sand          | Joran Vliegen | Jozef Kovalík Stefanos Tsitsipas       | 6:2, 4:6, [12:10]   |
| 5.  | 30. Juli 2017     | Tampere              | Sand          | Joran Vliegen | Lucas Gómez Juan Ignacio Londero       | 6:2, 6:75, [10:3]   |
| 6.  | 19. November 2017 | Brescia              | Teppich (i)   | Sander Arends | Luca Margaroli Sam Weissborn           | 6:2, 6:3            |
| 7.  | 28. Januar 2018   | Rennes               | Hartplatz (i) | Joran Vliegen | Sander Arends Antonio Šančić           | 6:3, 6:71, [10:7]   |
| 8.  | 28. Juli 2018     | Prag                 | Sand          | Joran Vliegen | Fernando Romboli David Vega Hernández  | 6:4, 6:2            |
| 9.  | 4. August 2018    | Liberec              | Sand          | Joran Vliegen | Filip Polášek Patrik Rikl              | 6:3, 6:4            |
| 10. | 11. August 2018   | Pullach              | Sand          | Joran Vliegen | Simone Bolelli Daniele Bracciali       | 6:2, 6:2            |
| 11. | 13. Oktober 2018  | St. Ulrich in Gröden | Teppich (i)   | Joran Vliegen | Purav Raja Antonio Šančić              | 3:6, 6:3, [10:3]    |
| 12. | 28. Oktober 2018  | Brest                | Hartplatz (i) | Joran Vliegen | Leander Paes Miguel Ángel Reyes Varela | 3:6, 6:4, [10:2]    |
| 13. | 11. November 2018 | Mouilleron-le-Captif | Hartplatz (i) | Joran Vliegen | Romain Arneodo Quentin Halys           | 6:3, 4:6, [10:2]    |
| 14. | 22. Juni 2019     | Bratislava           | Sand          | Joran Vliegen | Lukáš Klein Alex Molčan                | 6:2, 7:5            |

#### Finalteilnahmen
| Nr. | Datum            | Turnier     | Belag         | Partner       | Finalgegner                          | Ergebnis         |
| --- | ---------------- | ----------- | ------------- | ------------- | ------------------------------------ | ---------------- |
| 1.  | 3. August 2019   | Kitzbühel   | Sand          | Joran Vliegen | Philipp Oswald Filip Polášek         | 4:6, 4:6         |
| 2.  | 2. Mai 2021      | München     | Sand          | Joran Vliegen | Wesley Koolhof Kevin Krawietz        | 6:4, 4:6, [5:10] |
| 3.  | 10. Juni 2023    | French Open | Sand          | Joran Vliegen | Ivan Dodig Austin Krajicek           | 3:6, 1:6         |
| 4.  | 30. Juli 2023    | Hamburg     | Sand          | Joran Vliegen | Kevin Krawietz Tim Pütz              | 6:74, 3:6        |
| 5.  | 7. Januar 2024   | Hongkong    | Hartplatz     | Joran Vliegen | Marcelo Arévalo Mate Pavić           | 6:73, 4:6        |
| 6.  | 9. Februar 2025  | Rotterdam   | Hartplatz (i) | Jan Zieliński | Simone Bolelli Andrea Vavassori      | 2:6, 6:4, [6:10] |
| 7.  | 16. Februar 2025 | Marseille   | Hartplatz (i) | Jan Zieliński | Benjamin Bonzi Pierre-Hugues Herbert | 3:6, 4:6         |

## Abschneiden bei Grand-Slam-Turnieren

### Doppel
| Turnier         | 2019 | 2020 | 2021 | 2022 | 2023 | 2024 | 2025 | Karriere |
| --------------- | ---- | ---- | ---- | ---- | ---- | ---- | ---- | -------- |
| Australian Open | —    | 2    | 1    | 1    | 1    | 1    | AF   | AF       |
| French Open     | —    | 1    | AF   | AF   | F    | VF   | 1    | F        |
| Wimbledon       | 2    |      | 1    | —    | AF   | 2    | 1    | AF       |
| US Open         | 1    | VF   | 2    | 1    | 1    | 2    |      | VF       |

### Mixed
| Turnier         | 2021 | 2022 | 2023 | 2024 | 2025 | Karriere |
| --------------- | ---- | ---- | ---- | ---- | ---- | -------- |
| Australian Open | VF   | 1    | —    | VF   | 1    | VF       |
| French Open     | 1    | AF   | —    | 1    | 1    | AF       |
| Wimbledon       | AF   | —    | 1    | 1    | —    | AF       |
| US Open         | VF   | —    | 1    | VF   |      | VF       |